# Калифорнийски университет – Сан Диего
Калифорнийският университет, Сан Диего (на английски: University of California, San Diego, още UCSD или понякога UC San Diego) е американски обществен университет в Ла Хоя, Сан Диего, щата Калифорния. Основан е през 1960 г. и е част от калифорнийската щатска университетска система. Университетът е поставян редовно сред първите 10 обществени университета в САЩ и има 12 Нобелови лауреати, чиито имена се свързват с името на университета.
Свързан е с няколко изследователски центъра със световна известност: Институт по биология Солк, Институт по океанография Скрипс, Институт Бърнам и Бърч аквариум.

## Структура
Структурата на университета е по модел на Кеймбриджкия и Оксфордския университети и включва 6 отделни колежа:
- Revelle College (основан 1964)
- John Muir College (основан 1967)
- Thurgood Marshall (основан 1970)
- Earl Warren College (основан 1974)
- Eleanor Roosevelt College (основан 1988)
- Sixth College (основан 2002)

Студентите могат да се дипломират по която и да е специалност, в който и да е от колежите, но всеки от тези колежи издава своя диплома и организира церемонията по дипломирането отделно.

## Прием
Средният успех от гимназията (GPA) на студентите, приети в Калифорнийския университет – Сан Диего, е 4.06 (при максимален 5.00), а средните оценки от приемния изпит (SAT scores) са съответно 635, 670 и 640 за трите части – прочитане и интерпретация на текст, математика и есе. 99% от приетите първа година студенти са в горните 10% на випуска си от гимназията. 

## Факултети и департаменти
Основните направления в университета са:
- Хуманитарни науки и изкуства
- Биологически науки
- Физически науки
- Обществени науки
- Инженерни науки

## Студенти
Популярно място сред студентите е Центърът „Прайс“ (UCSD Price Center), който се намира в центъра на двора на университета, на юг от централната библиотека (Geisel Library). Центърът предлага различни услуги и забавления за улеснение на студентите като ресторанти, книжарници, киносалон и студентски организации.
Най-популярните събития на университета включват пускането на тиква и пускането на диня от голяма височина. Те се провеждат по време на Halloween и през пролетта. Пускането на диня (Watermelon Drop) е сред най-старите университетски традиции и започва през 1965 година; провокирано е от въпрос на изпит по физика, свързан със скоростта на падащи тела при удара си със земята. Група студенти, заинтригувани от задачата, пускат диня от последния етаж на Revelle's Urey Hall, за да измерят размера на това, което остава от динята след падането. Пускането на тиква (Pumpkin Drop) е подобно събитие, което се отбелязва с пускането на голяма тиква, пълна с бонбони от 11-етажната сграда на Tioga Hall.
Една от предизвикалите най-противоречиви коментари дейности е издаването на комично-сатиричния вестник „Коала“, често критикуван заради расистките си коментари, порнографски материали и нарушаване на законите за употреба на наркотици. Официалният вестник на университета, издаван със средства на самите студенти, се нарича UCSD Guardian.

## Преподаватели
Много от преподавателите са носители на различни реномирани награди, включително Нобелови лауреати, носители на „Пулицър“, а също така и награда „Тони“ на Джудит Долан за театър и танц (1997) и един „Оскар“ на Хенрик Ван Дженсен, компютърни науки (2004)

### Нобелови лауреати
- Харолд Юри (1893 – 1981) – Нобелова награда за химия (1934)
- Лайнъс Полинг (1901 – 1994) – Нобелова награда за физика (1954), Нобелова награда за физика (1962)
- Мария Гьоперт-Майер (1906 – 1972) – Нобелова награда за физика (1963)
- Ханес Алфвен (1908 – 1995) – Нобелова награда за физика (1970)
- Джордж Паладе (р. 1912) – Нобелова награда за физиология или медицина (1974)
- Ренато Дюлбеко (р. 1914) – Нобелова награда за физиология или медицина (1975)
- Франсис Крик (1916 – 2004) – Нобелова награда за физиология или медицина (1962)
- Робърт Холи (1922 – 1993) – Нобелова награда за физиология или медицина (1968)
- Роже Гиймен (р. 1924) – Нобелова награда за физиология или медицина (1977)
- Хари Марковиц (р. 1927) – Нобелова награда за икономика (1990)
- Сидни Бренър (р. 1927) – Нобелова награда за физиология или медицина (2002)
- Пол Крутцен (р. 1933) – Нобелова награда за химия (1995)
- Клайв Грейнджър (р. 1934) – Нобелова награда за икономика (2003)
- Судзуми Тонегава (р. 1939) – Нобелова награда за физиология или медицина (1987)
- Робърт Енгъл (р. 1942) – Нобелова награда за икономика (2003)
- Марио Молина (р. 1943) – Нобелова награда за химия (1995)
- Роджър Циен (р. 1952) – Нобелова награда за химия (2008)